# لوچیانو ماگیسترلی
لوچیانو ماگیسترلی (انگلیسی: Luciano Magistrelli; ۱۴ فوریهٔ ۱۹۳۸ – ۱۹ دسامبر ۲۰۱۱) بازیکن فوتبال، و سرمربی (فوتبال) اهل ایتالیا بود.
از باشگاه‌هایی که در آن بازی کرده‌است می‌توان به باشگاه فوتبال آ.ث. میلان، باشگاه فوتبال تریستیانا، باشگاه فوتبال آلساندریا، و باشگاه فوتبال آتالانتا اشاره کرد.